# Rancho Nuevo de la Rosa
Rancho Nuevo de la Rosa är en ort i Mexiko.   Den ligger i kommunen San Miguel de Allende och delstaten Guanajuato, i den centrala delen av landet, 250 km nordväst om huvudstaden Mexico City. Rancho Nuevo de la Rosa ligger 2 210 meter över havet och antalet invånare är 138.
Terrängen runt Rancho Nuevo de la Rosa är huvudsakligen kuperad, men den allra närmaste omgivningen är platt. Runt Rancho Nuevo de la Rosa är det ganska tätbefolkat, med 230 invånare per kvadratkilometer. Närmaste större samhälle är Mesas de Acosta, 8,0 km söder om Rancho Nuevo de la Rosa. I omgivningarna runt Rancho Nuevo de la Rosa växer huvudsakligen savannskog.